# Râul Gorgota
Râul Gorgota este un curs de apă, afluent al râului Geamărtălui. 